# Maps
«Maps» —en español: ‘Mapas’— es una canción de la banda estadounidense Maroon 5, incluida en su quinto álbum de estudio V, publicado el 2 de septiembre de 2014. La compusieron Adam Levine, Ryan Tedder, Benny Blanco, Karl Schuster y Max Martin y la produjeron Tedder, Blanco y Noel Zancanella. Musicalmente, está compuesta en el género pop- rock.
Recibió comentarios positivos de los críticos, algunos comparando el tema con el anterior sencillo de la banda «Payphone» y «Locked Out of Heaven» de Bruno Mars. Apareció en videojuegos como Just Dance 2015 y Fuser.

## Video musical
El video comienza con Adam Levine ingresando a un hospital y nerviosamente buscando a una mujer joven (interpretado por Tereza Kacerova). Finalmente la encuentra en la sala de emergencias, donde ve a los médicos tratando de resucitarla. Levine le pregunta repetidamente al personal lo que le ha sucedido a la chica, pero pronto es escoltado fuera de la habitación por dos paramédicos (como se mencionó anteriormente, uno de ellos es interpretado por Jesse Carmichael). La siguiente escena es un flashback mostrando a Levine conducir un coche a una velocidad muy alta para llegar al hospital. Se revela que la joven es la novia del personaje de Levine. Después, ella está caminando por una calle, visiblemente molesta, cuando un hombre trata de llamar su atención. Después de la chica con enojo le exige que la dejara sola y lo hace a un lado, ella entra en la calle, es golpeada por un camión y sin poder hacer nada cae al suelo. Las siguientes escenas revelan lo que sucedió antes: Levine y su novia llegan a una fiesta en su casa, saludado por los huéspedes. Mientras que la chica está bailando y divirtiéndose, Levine es arrastrado por otro asistente a la fiesta (interpretado por tour manager de Maroon 5, Shawn Téllez) a otra habitación, donde conoce a una mujer (interpretada por Meghan Wiggins). Después de beber mucho alcohol, Levine se encuentra en sus brazos y comparten un beso romántico. Por desgracia, su novia los descubre y pronto sale entristecida fuera de la casa, a pesar de los intentos de Levine para que deje de salir. La última escena retrospectiva es de Levine ayuda a su novia elegir un vestido para usar. Entonces, sostienen entre sí, mientras ven un partido de fútbol en televisión juntos. Al final, todos los eventos que se muestran en el vídeo se unen en el orden correcto, explicando toda la historia. La escena final lleva al espectador de nuevo al hospital, donde se muestra a la chica flatlining y representado como habiendo muerto en el accidente.

En Latinoamérica se lanzó una versión Spanglish no oficial qué contó con la colaboración vocal del cantante colombiano J Balvin. También se hizo un mash-up con la a cappella de la canción Love me Harder de Ariana Grande ft The Weekend titulado "Maps Love me hardr me harder2.

## Rendimiento comercial
«Maps» recibió un excelente rendimiento comercial en los Estados Unidos. A tan solo el primer día de liberación en las radios, Nielsen BDS informó que recibió más de 1800 reproducciones y una audiencia de 17 millones. Debutó oficialmente en el puesto dieciocho de la lista Pop Songs con 4319 reproducciones, siendo esta el tercer mejor debut en cuestión de reproducciones y el sexto en posición. Por otro lado, en la lista Adult Pop Songs, rompió el récord del mejor debut en la lista con 1909 spins, lo que le permitió debutar en el dieciséis puesto.

## Posicionamiento en listas

### Semanales
| País              | Lista                            | Mejor posición |
| 2014              | 2014                             | 2014           |
| ----------------- | -------------------------------- | -------------- |
| Alemania          | German Singles Chart             | 6              |
| Australia         | Australian Top 50 Singles        | 30             |
| Austria           | Ö3 Austria Top 75                | 18             |
| Bélgica (Flandes) | Ultratop 50                      | 30             |
| Bélgica (Valonia) | Ultratop 40                      | 13             |
| Canadá            | Canadian Hot 100                 | 1              |
| Corea del Sur     | Gaon Download Chart              | 1              |
| Colombia          | National Report Top Anglo        | 4              |
| Croacia           | Croatian Airplay Radio Chart     | 2              |
| Dinamarca         | Tracklisten Top 40               | 12             |
| Escocia           | Scottish Top 40 Singles          | 2              |
| España            | Top 50 Canciones                 | 22             |
| Eslovaquia        | Slovakia Digital Singles Top 100 | 8              |
| Estados Unidos    | Billboard Hot 100                | 6              |
| Estados Unidos    | Digital Songs                    | 3              |
| Estados Unidos    | Pop Songs                        | 2              |
| Estados Unidos    | Radio Songs                      | 5              |
| Estados Unidos    | Adult Pop Songs                  | 1              |
| Finlandia         | Finnish Singles Top 20           | 5              |
| Francia           | French Singles Top 200           | 17             |
| Hungría           | Single (Track) Top 40            | 11             |
| Irlanda           | Irish Singles Chart              | 22             |
| Israel            | International Airplay Chart      | 8              |
| Italia            | Italian Singles Chart            | 4              |
| Japón             | Japan Hot 100                    | 16             |
| México            | Mexico Airplay                   | 5              |
| Noruega           | Norwegian Singles Chart          | 11             |
| Nueva Zelanda     | NZ Top 40 Singles                | 16             |
| Países Bajos      | Dutch Single Top 100             | 24             |
| Reino Unido       | UK Singles Chart                 | 2              |
| República Checa   | Czech Digital Singles Top 100    | 10             |
| Suecia            | Swedish Singles Top 60           | 8              |
| Suiza             | Schweizer Singles Top 75         | 22             |

### Certificaciones
| País           | Organismo certificador | Certificación       | Ventas    | Simbolización | Ref.                 |
| -------------- | ---------------------- | ------------------- | --------- | ------------- | -------------------- |
| Australia      | ARIA                   | Oro                 | 35 000    | ●             | [ 37 ]               |
| Canadá         | CRIA                   | 2× Platino          | 160 000   | 2▲            | [ 38 ]               |
| Corea del Sur  | Gaon                   |                     | 2 131 008 |               | [ 39 ] [ 40 ] [ 41 ] |
| Dinamarca      | IFPI                   | Platino (streaming) | 2 600 000 | ▲             | [ 42 ]               |
| España         | PROMUSICAE             | Platino (streaming) | 8 000     | ▲             | [ 43 ]               |
| Estados Unidos | RIAA                   |                     | 1 600 000 |               | [ 44 ]               |
| Italia         | FIMI                   | 2× Platino          | 60 000    | 2▲            | [ 45 ]               |
| México         | AMPROFON               | Oro                 | 30 000    | ●             | [ 46 ]               |
| Reino Unido    | BPI                    | Oro                 | 400 000   | ●             | [ 47 ]               |
| Suecia         | GLF                    | 2× Platino          | 80 000    | 2▲            | [ 48 ]               |